# Crónica de Paros

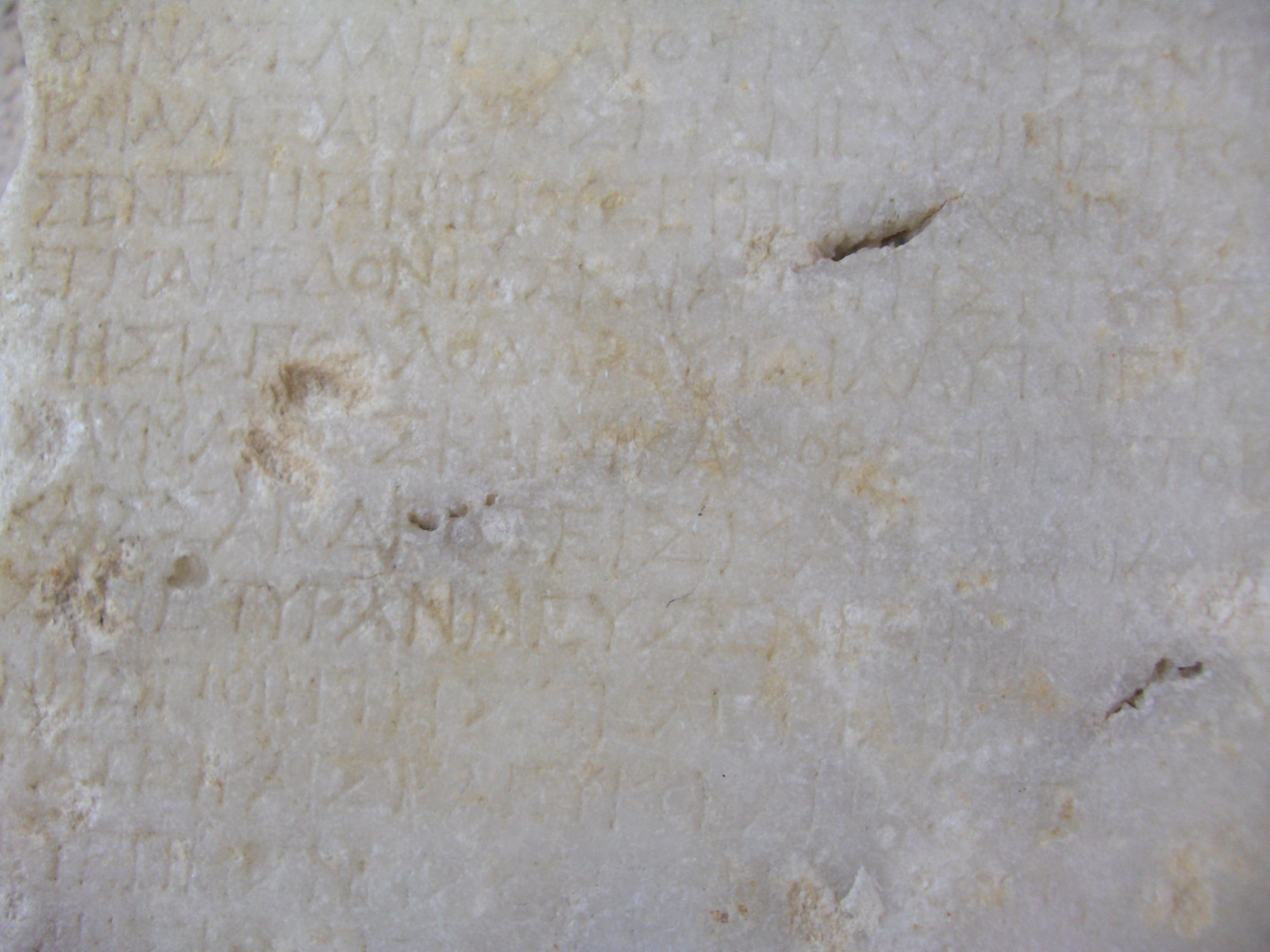
Fragmento de la parte conservada en el Museo Arqueológico de Paros.

La Crónica de Paros (Χρονικὸν Πάριον) es un documento epigráfico que contiene una relación cronológica de diversos eventos legendarios, políticos y culturales de importancia sucedidos en el mundo griego en sincronía con los diversos reyes y arcontes atenienses. Abarca una cronología que va desde el año 1581 a. C. hasta el 264/3 a. C.
La crónica está tallada en el mismo tipo de mármol que hace honor a su nombre como mármol de Paros. El fragmento más importante —que suele denominarse fragmento A— fue trasladado a Inglaterra en 1627 por un emisario de Thomas Howard. La parte superior del mismo fue destruida pero se conoce su contenido porque fue publicado en el siglo XVII antes de su destrucción. La parte inferior se conserva en el Museo Ashmolean de Oxford (Reino Unido). Una tercera parte —que se denomina fragmento B— se encontró en 1897 en la isla griega de Paros y se conserva en el Museo Arqueológico de Paros.
Se la conoce también como:
- Chrónicon marmóreum
- Mármora paria
- Mármor parium
- Mármora arundeliana
- Mármora oxoniensia
- Marmorchronik

## Contenido
Entre el contenido de la estela de mármol figura:
Fragmento perdido
| Año                         | Contenido |
| --------------------------- | --- |
| 1581/0 a. C.                | Fundación de la primitiva Atenas por Cécrope I, fundador del linaje de los Cecrópidas. |
| 1573/2 a. C.                | Deucalión reina en Licorea. |
| 1531/0 a. C.                | Se realiza el primer juicio en el Areópago, de Ares contra Poseidón. |
| 1528/7 a. C.                | Diluvio de Deucalión. |
| 1521/0 a. C.                | Anfictión reina en las Termópilas. |
| 1520/19 a. C.               | Los griegos pasaron a denominarse helenos. |
| 1518/7 a. C.                | Fundación de Tebas por Cadmo. |
| 1515/4 a. C.                | Dato fragmentario de un año en que Anfictión reinaba en Atenas. |
| 1510/09 a. C.               | Llegada de Dánao y sus hijas en el primer pentecóntero a la Hélade. Varias de ellas erigen el templo de Atenea en Lindos. |
| 1505/4 a. C.                | Institución de las Panateneas. En esa fecha también Erictonio fue el primero que unció los caballos al carro para tirar de él mientras que Hiagnis inventó la flauta en frigia y realizó composiciones en modo frigio en honor de la Madre de los Dioses, de Dioniso y de Pan. |
| 1462 o 1423 a. C.           | Reinado de Minos en Creta y descubrimiento del hierro en el Monte Ida por los Dáctilos ideos. |
| 1409/8 a. C.                | Llegada de Deméter a Atenas y su encuentro con Triptolemo. |
| 1408/7 a. C.                | Triptolemo realiza la primera recogida de grano. |
| 1399/8 a. C.                | Orfeo realiza la primera composición poética del mito del rapto de Perséfone y su búsqueda por Deméter. |
| 1397/6 a. C.                | Eumolpo instituye los Misterios de Eleusis. |
| 1325/4 a. C.                | Pandión II reina en Atenas. |
| Entre 1324/3 y 1308/7 a. C. | Se instituyen los Juegos de Eleusis y el festival de Zeus Liceo en Arcadia. |
| Entre 1307/6 y 1295/4 a. C. | Dato fragmentario referido a Heracles en el periodo en que Egeo reina en Atenas. |
| 1294/3 a. C.                | Hay una plaga de hambre en el Ática y tras consultar el oráculo, se fija el tributo que los atenienses deben pagar a Minos. |
| 1259/8 a. C.                | Teseo es rey de Atenas, donde instituye la democracia. Además coloniza la dodecápolis jonia e instituye los Juegos Ístmicos. |
| 1256/5 a. C.                | Las amazonas invaden el Ática. |
| 1251/0 a. C.                | La guerra de los siete contra Tebas tiene lugar, así como la fundación de los Juegos Nemeos. |
| 1218/7 a. C.                | La guerra de Troya empieza. |
| 1209/8 a. C.                | La toma de Troya tiene lugar el 24 de targelión (que se corresponde con el 5 de junio). |
| 1208/7 a. C.                | Juicio a Orestes en el tribunal del Areópago. |
| 1202/1 a. C.                | Fundación de Salamina (en Chipre). |
| 1086/5 a. C.                | Neleo coloniza Mileto y el resto de Jonia: Éfeso, Eritras, Clazómenas, Priene, Lébedos, Teos, Colofón, Miunte, Focea, Samos y Quíos y organiza Juegos Panjonios. |
| 937/6 a. C.                 | Florecimiento de Hesíodo. |
| 906/5 a. C.                 | Florecimiento de Homero. |

Fragmento de Oxford
| Año                                                          | Contenido |
| ------------------------------------------------------------ | --- |
| 895/4 a. C.                                                  | Introducción de los pesos y medidas por Fidón de Argos, que también acuñó monedas de plata en Egina.                                                                                             |
| Fecha indeterminada en torno a mediados del siglo VIII a. C. | Fundación de Siracusa por Arquias, con emigrantes procedentes de Corinto. |
| 683/2 a. C.                                                  | Los arcontes pasan a ejercer su cargo por un periodo de un año. |
| 644/3 a. C.                                                  | Florecimiento de Terpandro de Lesbos, que revolucionó la música. |
| 604/3 a. C.                                                  | Aliates se convierte en rey de Lidia. |
| Fecha indeterminada                                          | Destierro de Safo a la isla de Sicilia. |
| 591/90 a. C.                                                 | Realización de sacrificios de los Anfictiones después de derrotar a Cirra e instauración de juegos deportivos donde se otorgan premios monetarios procedentes del botín.                         |
| 582/1 a. C.                                                  | Introducción de la corona de laurel como premio en los juegos de Delfos. |
| En torno al 580 a. C.                                        | Primer coro de actores cómicos en Atenas, organizado en el demo de Icario e inventado por el poeta Susarión, donde se premiaba al vencedor con un cesto de higos y un odre de 40 litros de vino. |
| 561/0 a. C.                                                  | Pisístrato se convierte en tirano de Atenas. |
| 556/5 a. C.                                                  | Embajada de Creso a Delfos. |
| 541/0 a. C.                                                  | El rey Ciro II el Grande toma Sardes. |
| 536/5 a. C.                                                  | Puesta en escena de la primera obra dramática de Tespis, donde se propuso como premio para el vencedor un macho cabrío.                                                                          |
| 520/19 a. C.                                                 | Darío I se convierte en rey de los persas tras la muerte de Gaumata. |
| 511/0 a. C.                                                  | Asesinato de Hiparco por Harmodio y Aristogitón. |
| 509/8 a. C.                                                  | Primer certamen de coros de hombres (ditirambos), donde venció Hipódico de Calcis. |
| 494/3 a. C.                                                  | Victoria de Melanípides en Atenas. |
| 490/89 a. C.                                                 | Batalla de Maratón, donde Esquilo luchó con 35 años. |
| 489/8 a. C.                                                  | Victoria de Simónides de Ceos en Atenas. Muerte de Darío y ascenso al trono de Jerjes. |
| 485/4 a. C.                                                  | Primer triunfo de una tragedia de Esquilo en las grandes Dionisias así como el nacimiento de Eurípides y la llegada a Grecia del poeta Estesícoro.                                               |
| 480/79 a. C.                                                 | Jerjes manda construir un puente sobre el Helesponto y se producen las batallas de las Termópilas y de Salamina.                                                                                 |
| 479/8 a. C.                                                  | Batalla de Platea y erupción del Etna. |
| 478/7 a. C.                                                  | Gelón se convierte en tirano de Siracusa. |
| 477/6 a. C.                                                  | Victoria de Simónides, el inventor de un sistema mnemotécnico, en una competición coral de Atenas, así como fecha de las estatuas de Harmodio y Aristogitón.                                     |
| 472/1 a. C.                                                  | Hierón se convierte en tirano de Siracusa y estancia en la ciudad del poeta Epicarmo. |
| 469/8 a. C.                                                  | Victoria de Sófocles con una tragedia a la edad de 28 años. |
| 468/7 a. C.                                                  | Caída de un meteorito en el río Egospótamos y muerte de Simónides. |
| 461/0 a. C.                                                  | Muerte de Alejandro I y ascenso al trono de Macedonia de su hijo Pérdicas. |
| 456/5 a. C.                                                  | Muerte de Esquilo en Gela a la edad de 69 años. |
| 442/1 a. C.                                                  | Primera tragedia de Eurípides que obtuvo el primer puesto en las grandes Dionisias, a la edad de 44 años. Sócrates y Anaxágoras fueron contemporáneos de él.                                     |
| 420/19 a. C.                                                 | Muerte de Pérdicas y ascenso al trono de Macedonia de Arquelao. |
| 408/7 a. C.                                                  | Dionisio se convierte en tirano de Siracusa. |
| 407/6 a. C.                                                  | Muerte de Eurípides. |
| 406/5 a. C.                                                  | Muerte de Sófocles a los 92 años, y Ciro se adentra en el interior. |
| 402/1 a. C.                                                  | Victoria del poeta Telestes de Selinunte en Atenas. |
| 400/399 a. C.                                                | Los helenos de la Expedición de los Diez Mil llegan a la costa. |
| 399/8 a. C.                                                  | Victoria de Aristónoo en Atenas. |
| Fecha indeterminada                                          | Victoria en Atenas de Poliído de Selimbria con un ditirambo. |
| 380/79 a. C.                                                 | Muerte del poeta ditirámbico Filóxeno a los 55 años. |
| 377/6 a. C.                                                  | Victoria del dramaturgo Anaxándrides en Atenas. |
| 373/2 a. C.                                                  | Victoria de Astidamante en Atenas e incendio del templo de Apolo de Delfos. |
| 371/0 a. C.                                                  | Batalla de Leuctra donde vencen los tebanos, y ascenso al trono de Macedonia de Alejandro II tras la muerte de Amintas.                                                                          |
| Entre 370 y 368 a. C.                                        | Victoria de Estesícoro de Himera en Atenas (distinto del Estesícoro citado en la fecha de 485/4) y construcción de Megalópolis.                                                                  |
| 368/7 a. C.                                                  | Dionisio II se convierte en tirano de Siracusa después de la muerte de su padre y ascensión al trono de Macedonia de Ptolomeo de Aloro después de la muerte de Alejandro II.                     |
| 366/5 a. C.                                                  | Los focidios se apoderan del Oráculo de Delfos. |
| Fecha indeterminada                                          | Muerte de Timoteo. |
| Fecha indeterminada.                                         | Ascenso al trono de Macedonia de Filipo II y ascenso al trono de Persia de Oco tras la muerte de Artajerjes II.                                                                                  |
| 357/6 a. C.                                                  | Dato fragmentario. |
| 355/4 a. C.                                                  | Dato fragmentario. |
| Indeterminada                                                | Dato fragmentario. |

Fragmento de Paros
| Año          | Contenido |
| ------------ | --- |
| 336/5 a. C.  | Ascenso al trono de Macedonia de Alejandro tras la muerte de Filipo. |
| 335/4 a. C.  | Alejandro marcha contra los tríbalos y los ilirios y destruye Tebas. |
| 334/3 a. C.  | Alejandro cruza a Asia y tienen lugar las batallas de Gránico y de Iso. |
| 333/2 a. C.  | Alejandro se apodera de Fenicia, Chipre y Egipto. |
| 332/1 a. C.  | Alejandro derrota a Darío cerca de Arbela, toma Babilonia y funda Alejandría. |
| 330/29 a. C. | Florecimiento de Calipo, Alejandro atrapa a Darío y ahorca a Beso. |
| 328/7 a. C.  | Victoria de Filemón el cómico y fundación de una ciudad helena a orillas del río Tanais. |
| 324/3 a. C.  | Muerte de Alejandro y Ptolomeo se hace con el control de Egipto. |
| 323/2 a. C.  | Guerra Lamiaca y Batalla de Amorgos entre atenienses y macedonios. |
| 322/1 a. C.  | Antípatro toma Atenas y Ofelas toma Cirene. |
| 321/0 a. C.  | Antígono cruza a Asia, entierro de Alejandro Magno en Menfis, muerte de Pérdicas, Crátero y Aristóteles, y viaje de Ptolomeo a Cirene.                                                                                           |
| 319/8 a. C.  | Muerte de Antípatro, fuga de Casandro de Macedonia, sitio de Cícico por Arrideo, conquista de Siria y Fenicia por Ptolomeo y elección de Agatocles como comandante del ejército de Siracusa.                                     |
| 317/6 a. C.  | Batalla naval entre las flotas de Clito y Nicanor cerca del templo de los calcedonios y Demetrio promulga leyes en Atenas. |
| 316/5 a. C.  | Retorno de Casandro a Macedonia, reconstrucción de Tebas, muerte de Olimpia, fundación de Casandrea y Agatocles se convierte en tirano de Siracusa. En el mismo año tuvo lugar la primera victoria del poeta Menandro en Atenas. |
| 313/2 a. C.  | Muerte del poeta Sosífanes. |
| 312/1 a. C.  | Eclipse de sol, derrota de Demetrio Poliorcetes ante Ptolomeo en Gaza. |
| 311/0 a. C.  | Muerte de Nicocreonte y Ptolomeo se apodera de su isla. |
| 310/9 a. C.  | Muerte de Alejandro y de Heracles, hijos de Alejandro Magno, y Agatocles desembarca en África. |
| 309/8 a. C.  | Fundación de Lisimaquia, nacimiento de Ptolomeo II Filadelfo en Cos, y muerte de Cleopatra de Macedonia en Sardes. |
| 308/7 a. C.  | Demetrio Poliorcetes sitia y toma el Pireo y expulsa a Demetrio de Falero de Atenas. |
| 307/6 a. C.  | Demetrio destruye Muniquia y conquista Chipre. |
| 306/5 a. C.  | Nacimiento del poeta Sosífanes (por tanto se trata de un Sosífanes distinto del nombrado con ocasión del año 316/5.) |
| 305/4 a. C.  | Sitio de Rodas y Ptolomeo ocupa el trono en Egipto. |
| 304/3 a. C.  | Terremotos en Jonia y Demetrio toma Calcis. |
| 303/2 a. C.  | Aparición de un cometa y Lisímaco cruza a Asia. |
| 302/1 a. C.  | Dato fragmentario que cita a Demetrio y Casandro, en un año en que Nicocles era arconte de Atenas. |
| 299/8 a. C.  | Dato fragmentario donde se citan a los personajes de Demetrio, Casandro, los Ptolomeos y la ciudad de Calcis. |

Una de las cuestiones destacables es que la crónica ofrece muchos datos sobre la fundación de diversos Juegos Panhelénicos y otros juegos y festivales helénicos pero sin embargo, no hay datos sobre los Juegos Olímpicos.